# Raymond Leblanc
Raymond Leblanc (Neufchâteau, 22 de mayo de 1915 - Bruselas, 21 de marzo de 2008) fue un editor belga, fundador de la revista Tintín, de la editorial de historietas Le Lombard y del estudio Belvision.

## Biografía
Nacido en Longlier, Neufchâteau, en su juventud estudia para convertirse en agente de aduanas hasta que en 1940 se produce la ocupación alemana de Bélgica. Durante la Segunda Guerra Mundial se convierte en un destacado miembro de la resistencia belga contra los nazis, dentro del monárquico Movimiento Nacional Realista, y al término del conflicto encuentra trabajo en una editorial de novelas románticas. En 1946 monta su propio sello editorial, Les Éditions du Lombard.
Leblanc quería editar una revista infantil de historietas inspirada en Le Petit Vingtième, por lo que entabla contacto con Hergé, el dibujante de Las aventuras de Tintín, quien se había quedado sin empleo porque su reputación estaba en entredicho al haber colaborado en Le Soir, un diario controlado durante la guerra por los nazis. Consciente de que Tintín tenía mucho tirón entre el público, Leblanc rescata a Hergé del ostracismo y aporta sus credenciales como héroe de la resistencia para llegar a un acuerdo que supone el lanzamiento de la revista Tintín, cuyo primer número sale el 26 de septiembre de 1946. A cambio, Hergé mantuvo los derechos sobre el personaje. La nueva publicación se convierte en un éxito de ventas y en su mejor época mantiene una intensa rivalidad con Le Journal de Spirou y Pilote que sirve para impulsar la historieta franco-belga.
A raíz del éxito de Tintín, Leblanc diversifica su negocio con la agencia de publicidad PubliArt y el estudio de animación Belvision, dedicado a producir películas para cine y televisión. Belvision tuvo una etapa dorada a mediados del siglo XX como productora de numerosas adaptaciones de Las aventuras de Tintín, incluyendo la nueva película Tintín y el lago de los tiburones (1972), así como largometrajes de otras obras entre las cuales cabe destacar Astérix y Cleopatra (1968) y La flauta de los Pitufos (1975).
Leblanc se mantuvo al frente de Le Lombard hasta que en 1986 se jubila y vende la editorial al grupo Média-Participations, que le mantuvo como presidente de honor. El acuerdo supuso que los herederos de Hergé asumían los derechos sobre la revista Tintín, que desaparece de los quioscos en 1989. En 2006 funda la Asociación Raymond Leblanc, dedicada a la preservación y promoción del patrimonio historietístico de Bélgica, y un año después impulsa el premio Raymond Leblanc para autores debutantes.
La labor editorial de Lombard ha sido reconocida entre otros galardones con el Premio Alph-Art de Honor en el Festival Internacional de Angulema de 2003. Fallece el 21 de marzo de 2008 en Bruselas, a los 92 años.